# Fórmula V
Fórmula V va ser un grup de música espanyol que va existir entre 1967 i 1975. Va assolir molt d'èxit gràcies a cançons com Cuéntame, Vacaciones de verano, Eva María o La fiesta de Blas, algunes de les quals van ser cançons de l'estiu, i moltes d'elles han traspassat generacions. Dissolt a causa del cansament resultat del ritme frenètic de feina, el 2002 el seu antic vocalista, Paco Pastor, va refundar-lo com a Nueva Fórmula V.
Es va crear a Madrid el 1967, arran de la fusió de dos grups anteriors, Los Rostros i Los Jíbaros. El grup va sorgir dintre del moment del bubblegum pop procedent dels Estats Units, representat per la banda fictícia The Archies, que tenia el seu públic en els adolescents. Van gravar el seu primer senzill, amb les cançons Hoy es mi suerte i Vuelve a casa, a uns estudis de Milà i acompanyats de la filharmònica de la ciutat, però va ser un fracàs.
El grup va estar a punt de desintegrar-se, però van tornar a intentar gravar un disc amb la col·laboració dels compositors i amics del vocalista, José Luis Armenteros i Pablo Herrero, antics membres de Los Relámpagos, que van ser claus per a l'èxit del grup. Ja gravant a Madrid, als estudis de Philips, el 1968 van tenir el seu primer èxit de vendes amb Tengo tu amor, i l'any següent van repetir-lo amb Cuéntame, que va assolir els 200.000 discos venuts a l'estiu. El grup va esdevenir icona de les cançons d'estiu com Vacaciones de verano o Eva María, que el 1973 va convertir-se en un dels seus majors èxits i cançons més recognoscibles. El 1974 també ho va ser La fiesta de Blas, tot i que va generar certa polèmica i va ser prohibida a la ràdio perquè les autoritats franquistes van creure que feia befa del polític Blas Piñar. Moltes d'aquestes cançons van assolir tant d'èxit que, malgrat les crítiques van rebre, han perdurat en la memòria de la població i han traspassat generacions.
Fórmula V va arribar a fer cent concerts l'any i anaven dues vegades a Llatinoamèrica. El 1975 el grup es va desintegrar a causa del cansament de part dels seus membres, sent Paco Pastor el primer en donar el pas, però també per les crítiques negatives que rebien. Molts anys més tard, el 2002, Pastor amb alguns dels membres van decidir reprendre l'activitat musical i van prendre el nom de Nueva Fórmula V i des de llavors han fet alguns concerts.